# Crissier
Crissier är en ort och  kommun i distriktet Ouest lausannois  i kantonen Vaud, Schweiz. Kommunen har 9 334 invånare (2023).
Verkstadsföretaget Matisa har sitt huvudkontor i Crissier.